# Alda D'Eusanio
Alda D'Eusanio (Tollo, 14 ottobre 1950) è una giornalista, conduttrice televisiva e opinionista italiana.
Dopo una prima parte della sua carriera dedicata a programmi prettamente d'informazione, Alda D'Eusanio è diventata un volto molto noto della Rai conducendo e scrivendo quello che sarebbe diventato uno dei programmi di punta di Rai 1: L'Italia in diretta, successivamente rinominato La vita in diretta. Nel corso degli anni '90 e 2000 ha condotto numerose trasmissioni in Rai, tra cui grandi successi come Al posto tuo. Successivamente si è dedicata maggiormente all'attività di opinionista sulle reti Mediaset.

## Biografia
Inizia la sua carriera occupandosi soprattutto di questioni sociopolitiche nel programma d'attualità di Rai 2, L'Italia a schede ed in varie rubriche del TG2, di sport per il programma Sport sette, in seconda serata, alle 23 e poi di politica interna ed internazionale come inviata speciale e poi come caporedattrice per il TG2 e di argomenti scientifici per la rubrica Scienze in TV, trasmessa anch'essa da Rai 2.
Guadagna notorietà negli anni '80 e '90 per l'amicizia con il leader del PSI Bettino Craxi, facendo nascere polemiche poiché il telegiornale era in quota socialista nella lottizzazione della televisione di stato.
Dopo la laurea in Sociologia alla Sapienza - Università di Roma, diventa giornalista professionista il 9 giugno 1988. Dal 1988 al 1994 conduce il TG2 Stanotte, e nella stagione 1994-1995 passa a condurne l'edizione principale, allora trasmessa alle 19:45. Sposata dal 1983 con il professore di sociologia Gianni Statera fino alla morte di lui, avvenuta nel 1999, è conduttrice e autrice di vari programmi televisivi, come il rotocalco pomeridiano L'Italia in diretta nella stagione 1995-1996 (re-intitolato in seguito Cronaca in diretta e poi ancora La vita in diretta) e il settimanale di attualità Domani è un altro giorno nel 2000, entrambi in onda su Rai 2.
Il programma televisivo per cui è più conosciuta è il talk show Al posto tuo, in onda il primo pomeriggio su Rai 2, iniziato nel 1999 e da lei ideato. Condotto dalla stessa D'Eusanio fino al 2003, il programma è diventato il più seguito nella fascia oraria del primo pomeriggio nelle stagioni 1999-2000, 2000-2001 e 2001-2002. Il format era caratterizzato dal fatto di proporre storie non reali fatte passare come se fossero autentiche, tanto da far guadagnare alla conduttrice gli appellativi - attribuitole dalla trasmissione Striscia la notizia - di regina dei tarocchi TV oppure regina delle bufale. In relazione a tali polemiche, D'Eusanio ha vinto una causa giudiziaria per diffamazione intentata nei confronti di un ragazzo che aveva dichiarato a Striscia la notizia di avere "taroccato" una storia raccontata nel programma. In questo periodo è alla guida anche di alcune trasmissioni di prima serata sempre dello stesso genere di Al posto tuo, come Batticuore su Rai 2 nella primavera del 2001, programma in cui coppie conosciutesi tramite chat s'incontravano dal vero per la prima volta, e Un pugno o una carezza in onda in prima serata su Rai 1 nella primavera del 2002.
Nella stagione 2003-2004, è sostituita da Paola Perego alla conduzione di Al posto tuo, ma conduce Qualcosa è cambiato, in onda su Rai 1 in prima serata nei primi mesi del 2004. Dopo un periodo d'inattività torna in TV nel 2006 con un genere per lei inedito, il quiz, con la trasmissione di Rai 1 Il malloppo, in onda nell'access-prime time della domenica. Nella primavera del 2008 propone un nuovo programma nel pomeriggio di Rai 2: il talk show Ricomincio da qui (confermato anche nella stagione successiva 2008-2009) e nelle estati del 2008 e nel 2009 il programma di prima serata Ricominciare in onda sempre su Rai 2. Nella stagione televisiva 2009-2010 Ricomincio da qui è cancellato, e D'Eusanio presenta sempre su Rai 2 dal 4 ottobre 2009 per dieci puntate il programma Ci vediamo domenica, trasmesso nella tarda mattinata domenicale.
In attesa di una nuova trasmissione, è apparsa come ospite in vari programmi televisivi di Rai e Mediaset come Domenica in, Torto o ragione? Il verdetto finale, Domenica Live, Pomeriggio Cinque, La vita in diretta (da lei condotto anni prima) e Le amiche del sabato. Il 24 gennaio 2012 è vittima di un grave incidente, venendo travolta da una motocicletta mentre attraversa di poco fuori dalle strisce pedonali in corso Vittorio Emanuele a Roma, riportando una frattura occipitale e alcune emorragie. Ricoverata al policlinico Agostino Gemelli, a seguito dell'incidente è stata in coma ed ha in seguito intrapreso una terapia riabilitativa neurologica.
Torna in TV nel 2018: conduce la versione rinnovata di Vite da copertina su TV8, cura una rubrica di interviste all'interno della trasmissione CR4 - La Repubblica delle Donne in onda su Rete 4 e condotta da Piero Chiambretti, mentre nei primi mesi del 2019 è opinionista, assieme ad Alba Parietti, della quattordicesima edizione de L'isola dei famosi in onda su Canale 5 e condotta da Alessia Marcuzzi: aveva già preso parte alla quinta edizione del reality (allora trasmesso da Rai 2 e condotto da Simona Ventura) con lo stesso ruolo.
Sempre nel 2019 diventa opinionista di Live - Non è la D'Urso su Canale 5.
A partire dal 29 gennaio 2021 partecipa alla quinta edizione del Grande Fratello Vip, venendo poi squalificata il 6 febbraio.

## Controversie
- Il 28 dicembre 1995 durante una puntata de L'Italia in diretta, il leader radicale Marco Pannella regalò alla conduttrice, in diretta TV, un panetto di hashish da 200 grammi.
- Negli anni novanta fu soprannominata ironicamente La zarina in un articolo comparso su Panorama, e per questo motivo la conduttrice ha agito in via giudiziaria contro il settimanale, che è stato poi condannato a risarcirle un danno di 60 milioni di lire.[6]
- È stata oggetto di critiche da parte del quotidiano Avvenire perché avrebbe pronunciato, nel corso della trasmissione La vita in diretta del 4 novembre 2013, parole critiche nei confronti della terapia riabilitativa portata avanti dai genitori di Max Tresoldi, ragazzo disabile risvegliatosi dopo dieci anni di stato vegetativo, definendo una "non vita" quella di chi si risveglia dal coma in uno stato di grave disabilità.[7][8]. In seguito all'accusa del quotidiano cattolico di aver offeso la famiglia, ha successivamente replicato in una lettera inviata al direttore della testata di aver fatto riferimento alla sua personale vicenda e di avere espresso la sua opinione senza intenzioni offensive.[9] Dopo tali affermazioni la D’Eusanio fu sospesa dal ruolo di opinionista de La vita in diretta.
- Il 6 febbraio 2021 è stata espulsa dal Grande Fratello VIP per aver dichiarato che il compagno di Laura Pausini, Paolo Carta, fosse colpevole di violenza domestica contro la cantante;[10] la coppia ha querelato la conduttrice per la sua affermazione.[11] Sempre in merito ad affermazioni pronunciate nel corso della trasmissione, Alda D'Eusanio è stata querelata anche dal produttore discografico Adriano Aragozzini, accusato dalla conduttrice di aver contribuito alla caduta della celebre cantante Mia Martini.[12] Altre affermazioni infondate sono state rivolte a Maria de Filippi, accusata dalla D'Eusanio di passare così tanto tempo in televisione da non riuscire ad essere presente nella vita di suo figlio.[13] Infine anche l'ex calciatore Walter Zenga, padre di un altro concorrente del programma (Andrea Zenga), ha minacciato querele contro la conduttrice per le affermazioni pronunciate in diretta circa il suo operato come genitore.[14]
- Durante l’edizione 2021 del Grande Fratello VIP è stata duramente criticata per aver utilizzato la parola “negro” durante una conversazione con gli altri inquilini.[15][16]

## Televisione
- Educazione e Regioni - Infanzia e Territorio presenta Rocco, un uomo di 4 anni[17] (Rete 3, 1981) curatrice e regista
- DSE - Il quotidiano a scuola (Rete 3, 1981)[18] curatrice e regista
- L'Italia a schede (Rai 2, 1983-1986) curatrice e regista
- Sport sette (Rai 2, 1986-1987)
- Eccoci qua, siam donne (GBR, 1987)[19]
- Scienze in tv (Rai 2, 1987-1988)
- TG2 (Rai 2, 1988-1995)
- Sereno Variabile (Rai 2, anni 80)
- Vediamoci sul due (Rai 2, anni 80)
- 45 Prix Italia (Rai 1, 1993)
- Tutti i colori del cielo - la droga, la storia, la vita (Rai 2, 1995)
- L'Italia in diretta (Rai 2, 1995-1996)
- Domani è un altro giorno (Rai 2, 1997-1999)
- Al posto tuo (Rai 2, 1999-2003)
- Un pugno o una carezza (Rai 1, 2000, 2002)
- Batticuore (Rai 2, 2001)
- Punto e a Capo (Rai 2, 2003)
- Qualcosa è cambiato (Rai 1, 2004)
- Il malloppo (Rai 1, 2006)
- L'isola dei famosi (Rai 2, 2007; Canale 5, 2019) Opinionista
- Premio Bellisario (Rai 2, 2007)
- Ricomincio da qui (Rai 2, 2007-2009)
- Ricominciare (Rai 2, 2008-2009)
- Ci vediamo domenica (Rai 2, 2009)
- Matrix Chiambretti (Canale 5, 2017-2018) Opinionista
- Vite da copertina (TV8, 2018-2019)
- CR4 - La Repubblica delle Donne (Rete 4, 2018-2019) Opinionista
- Grande Fratello VIP (Canale 5, 2021) Concorrente

## Radio
- Universo droga: parlano i ragazzi di San Patrignano (Rai Radio 3, 1990) Autrice e curatrice

## Premi e riconoscimenti
- Ha vinto nel 2010 il Premio Penisola Sorrentina Arturo Esposito, coordinato da Mario Esposito e presieduto da Magdi Allam.

## Opere
- Il peccato in parlamento. Chi ha paura di Cicciolina?, Reverdito Editore, 1987. ISBN 8834201590